# Соловьёва, Янина Васильевна
Янина Васильевна Соловьёва (май 1940, деревня Ивник, Червенский район, Минская область) — настройщица Минского производственного объединения «Интеграл» Министерства электронной промышленности СССР. Герой Социалистического Труда (1975).

## Биография
Родилась в 1940 году в крестьянской семье в деревне Ивник Червенского района. Осиротела во время Великой Отечественной войны после расстрела родителей. С 1945 года воспитывалась в чужой семье. После окончания средней школы отправилась в Минск, где трудилась крутильщицей на Минском камвольном комбинате, строительстве Минского аэропорта. С 1964 года — сборщица, настройщица Минского объединения «Интеграл».
За досрочное выполнение производственных заданий восьмой пятилетки (1966—1970) награждена Орденом «Знак Почёта».
Была инициатором социалистического соревнования «Пятилетку за 4,5 года!». Досрочно завершила девятую пятилетку (1971—1975). Указом Президиума Верховного Совета СССР от 12 августа 1975 года удостоена звания Героя Социалистического Труда с вручением ордена Ленина и золотой медали «Серп и Молот».
Избиралась делегатом XXVIII съезда КПБ.

## Награды
- Орден Ленина
- Орден «Знак Почёта»